# Hamada, Shimane
Hamada (浜田市 Hamada-shi) là một thành phố thuộc tỉnh Shimane, Nhật Bản.